# Château de Grignols (Dordogne)
Pour les articles homonymes, voir Château de Grignols.
Le château de Grignols est un château français implanté sur la commune de Grignols dans le département de la Dordogne, en région Nouvelle-Aquitaine. Ses parties les plus anciennes remontent au XIIIe siècle.
Il fait l'objet d'une protection au titre des monuments historiques.

## Généralités
Établi sur une hauteur dominant d'une cinquantaine de mètres la vallée du Vern, le château de Grignols se situe en Dordogne, dans la partie orientale du Landais, sur la commune de Grignols.
C'est une propriété privée.

## Historique
Un premier château en bois, le Château-Vieux (Chatel-Vielh attesté en 1203, Chastel Vieilh en 1258 ou Castrum Vetus de Granholio en 1271, est implanté au Ve ou VIe siècle à l'emplacement où subsistent trois mottes castrales et les vestiges d'une tour du Xe siècle, entre le Soutenac et le Puy de Lagarde.
À la suite des invasions normandes, un nouveau château est bâti vers le Xe siècle, plus à l'ouest, sur un promontoire dominant la vallée du Vern (Castrum novum de Granolhio, cité en 1278)
, à proximité de la route Bordeaux-Périgueux qu'il pouvait surveiller.
La seigneurie de Grignols est acquise, probablement par mariage[réf. nécessaire], par la maison des comtes de Périgord. Au XIIIe siècle, avant 1243, Archambaud II, comte de Périgord, fait don de la seigneurie à « Boson de Grignols, également dit Boson Talleyrand », issu d'une branche collatérale de la famille comtale. C'est cette famille de Talleyrand qui conserve alors le titre de seigneur, puis comte, de Grignols jusqu'à la fin du XIXe siècle. C'est probablement au XIIIe siècle que les parties fortes du château sont reconstruites.
Au XIVe siècle, Grignols est le siège d'une châtellenie composée de dix paroisses : Bourrou, Bruc, Grun, Jaure, Manzac, Neuvic, Saint-Léon, Saint Paul de Serre, Vallereuil et Villamblard. Sous tutelle anglaise en 1303, le château est assiégé pendant la guerre de Cent Ans, et pris par le maréchal Louis de Sancerre en 1376.
Sur la période 1495-1505, Jean de Talleyrand, chevalier d'honneur de la reine Anne de Bretagne, transforme le château et y fait construire deux pavillons rectangulaires avec de vastes salles, tout en conservant ou en ajoutant des éléments défensifs (courtine, meurtrières). En 1584, pendant les guerres de Religion, le château fait l'objet d'un siège de la part des Huguenots mais ne tombe pas en leurs mains. Après la victoire des Protestants lors de la bataille de Coutras, le vicomte de Turenne s'empare du château en novembre 1587. L'année suivante, les Huguenots sont défaits au moulin de la Peyre près de Grignols par une troupe levée par le maire et les consuls de Périgueux.
À la suite de l'emprisonnement de nombreux paysans, le château fait encore l'objet d'un siège en 1594, lors de la jacquerie des croquants. En 1613, la châtellenie de Grignols est érigée en comté par le roi Louis XIII.. Lors de la Fronde, en 1652, les troupes du prince de Condé entreprennent de canonner le château, puis de le piller et de le brûler,.
Le château est en ruines et, en 1756, un état des lieux demandé par Gabriel-Marie de Talleyrand-Périgord est dressé par un notaire qui note : « il n'y a qu'un mauvais logement qui sert au concierge et la prison qui est en assez bon état, le restant du château étant écroulé ».
À la Révolution française, en 1793, les ornements architecturaux accessibles sont détruits ou endommagés, notamment les bas-reliefs représentant des blasons ou des fleurs de lys,.
Sans descendance, Hélie-Roger-Louis de Talleyrand-Périgord meurt en 1883 et lègue ses biens et terres de Chalais, Excideuil, Grignols et Mareuil, à l'hôpital de Chalais qui revend les ruines du château de Grignols à des particuliers en 1902.
Le 12 octobre 1902, André Jouanel, archiviste municipal de Bergerac, 1er adjoint au maire de Sarlat ainsi que vice-président de la Société historique et archéologique du Périgord, rachète la propriété pour la sauver d'un état de ruine complète.
Le château est inscrit au titre des monuments historiques le 31 mars 1928 pour l'ensemble de ses vestiges.
Au XXe siècle, ses nouveaux propriétaires le restaurent et le meublent.

### Liste des seigneurs puis comtes de Grignols
- 1225-v.1238 Hélie Ier de Talleyrand (+v.1238), fils cadet du comte Hélie V de Périgord ;
- 1238-v.1255 Boson Ier de Talleyrand (+v.1255), son fils ;
- v.1255-1328 Hélie II de Talleyrand (+1328), son fils ;
- 1328-v.1341 Raymond de Talleyrand (+v.1341), son fils ;
- v.1341-ap.1375 Boson II de Talleyrand (+ap.1375), son fils ;
- ap.1375-ap.1401 Hélie III de Talleyrand (+ap.1401), son fils ;
- ap.1401-1452 François Ier de Talleyrand (+1452), son fils ;
- 1452-v.1468 Charles Ier de Talleyrand (+v.1468), son fils ;
- v.1468-1474 Pierre de Talleyrand (+1474), son fils ;
- 1474-1535 Jean Ier de Talleyrand (+1535), son frère ;
- 1535-1556 François II de Talleyrand (+1556), son fils ;
- 1556-ap.1574 Julien de Talleyrand (+ap.1574), son fils ;
- 1564-1618 Daniel Ier de Talleyrand (+1618), 1er comte de Grignols, 1er marquis d'Excideuil, son fils ;
- 1618-1636 Charles II de Talleyrand (v.1596-1644), comte de Grignols, son fils ;
- 1636-1663 André de Talleyrand (1620-1663), comte de Grignols, son frère ;
- 1663-1736 Adrien de Talleyrand (1649-1736), comte de Grignols, son fils ;
- 1736-1737 Gabriel Ier de Talleyrand (1676-1737), comte de Grignols, son fils ;
- 1737-1745 Daniel II de Talleyrand (1706-1745), comte de Grignols, son fils ;
- 1745-1795 Gabriel II de Talleyrand-Périgord (1726-1795), comte de Grignols, comte de Périgord en 1768, son fils ;
- 1795-1829 Hélie-Charles Ier de Talleyrand-Périgord (1754-1829), comte de Grignols, 1er duc de Périgord en 1816, son fils ;
- 1829-1879 Hélie-Charles II de Talleyrand-Périgord (1788-1879), comte de Grignols, 2e duc de Périgord, son fils ;
- 1879-1883 Hélie-Roger de Talleyrand-Périgord (1809-1883), comte de Grignols, 3e et dernier duc de Périgord, son fils ;

## Architecture de la forteresse

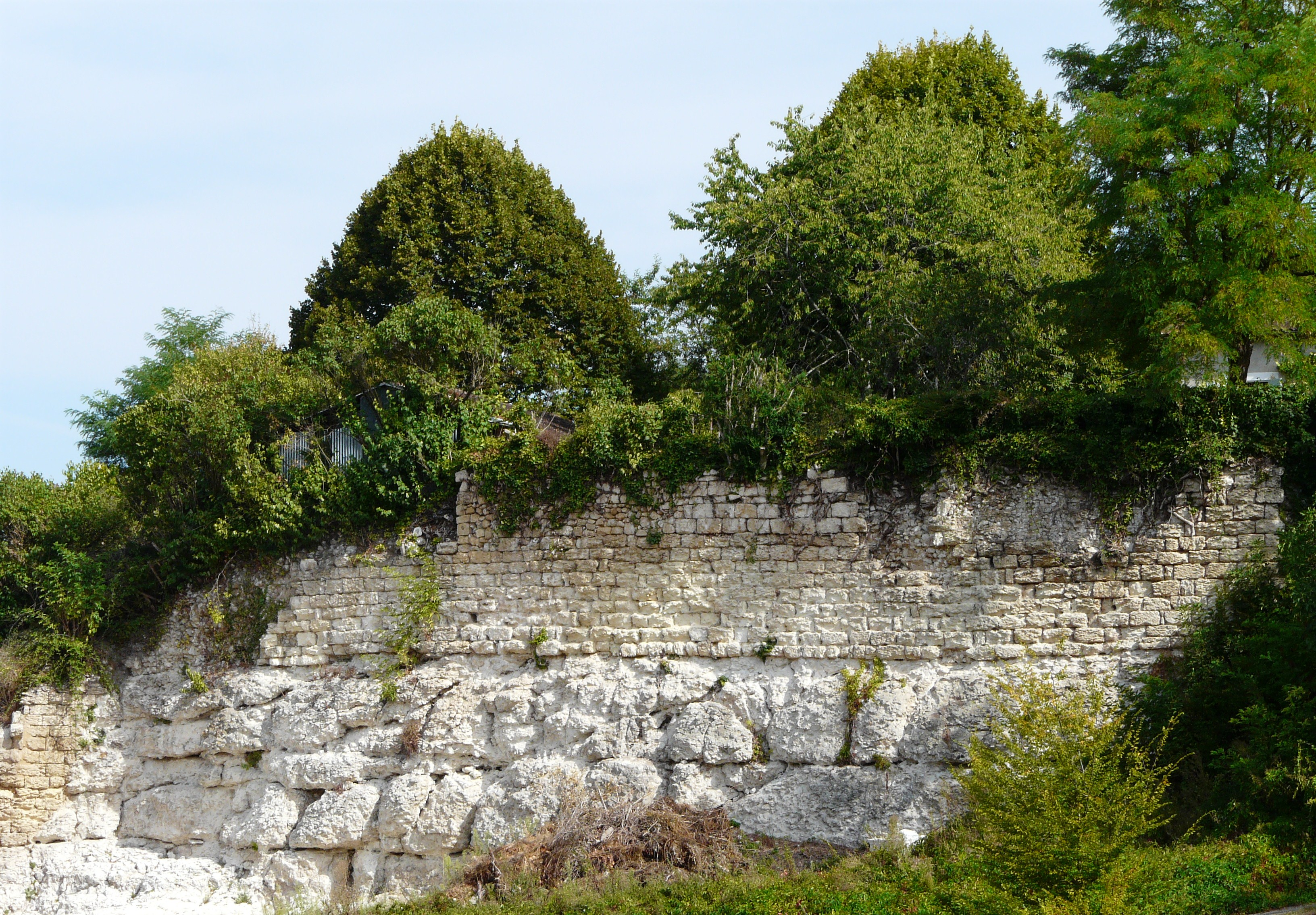
Vestiges des remparts de la première enceinte.

Au XIIIe siècle, la forteresse de Grignols se composait au nord-ouest, au niveau inférieur, d'un enceinte englobant une partie du bourg de Grignols, avec trois portes dans les remparts pour accéder au reste du bourg, où se trouvait une église dédiée à sainte Marie,. Plus à l'est, et à un niveau plus élevé se trouvait la basse-cour du château, longue d'environ cent cinquante mètres sur soixante, entourée de remparts épais de deux mètres et hauts de huit à dix mètres. Cinq maisons appartenant à des seigneurs locaux de la châtellenie (Frateaux, Mauriac, Milon, Taillefer et Veyrines) y avaient été édifiées. Le château lui-même, de forme triangulaire, formait la limite orientale des fortifications, séparé de la basse-cour par des fossés larges de sept mètres.

## Galerie

le château de Grignols
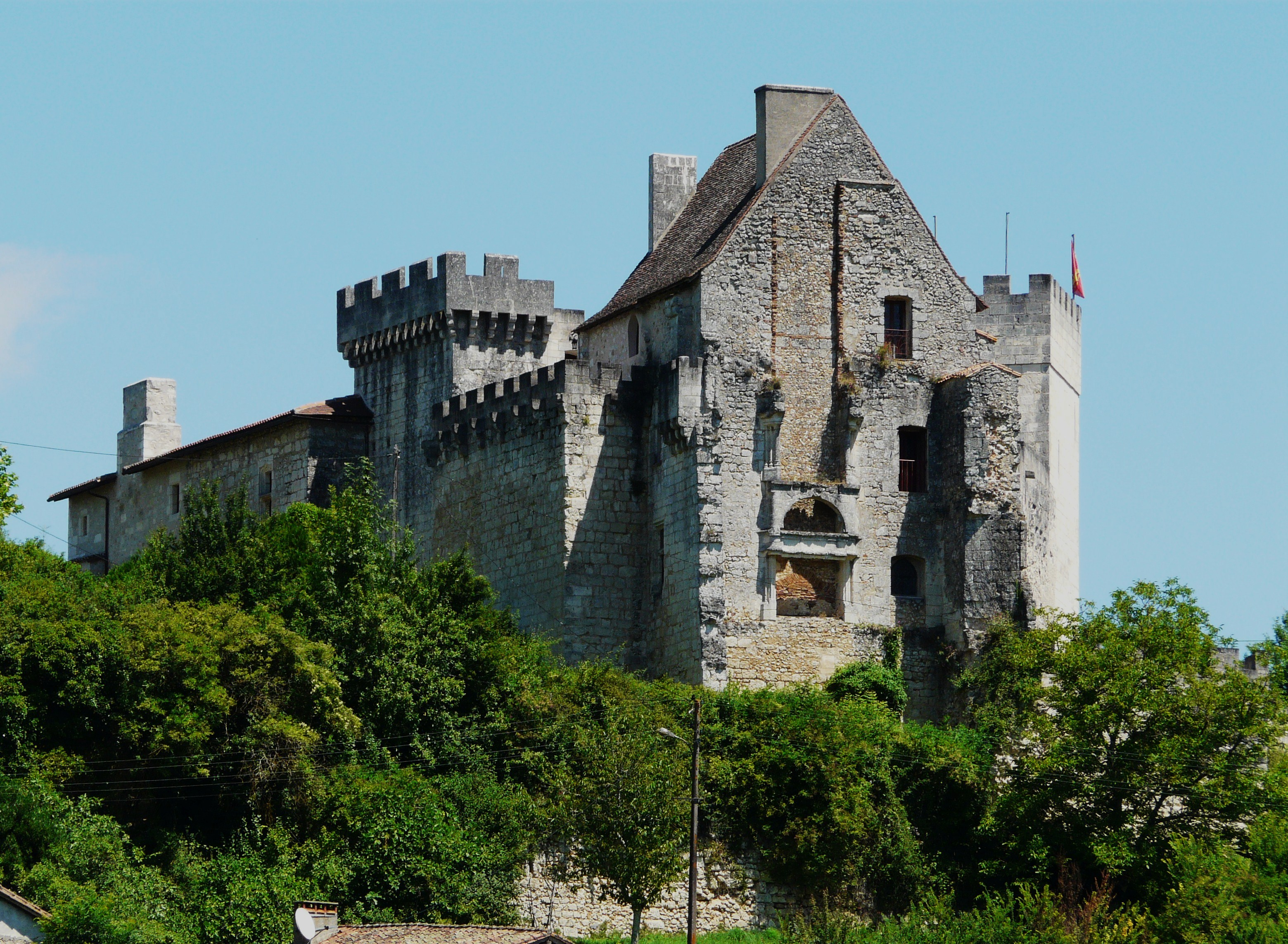
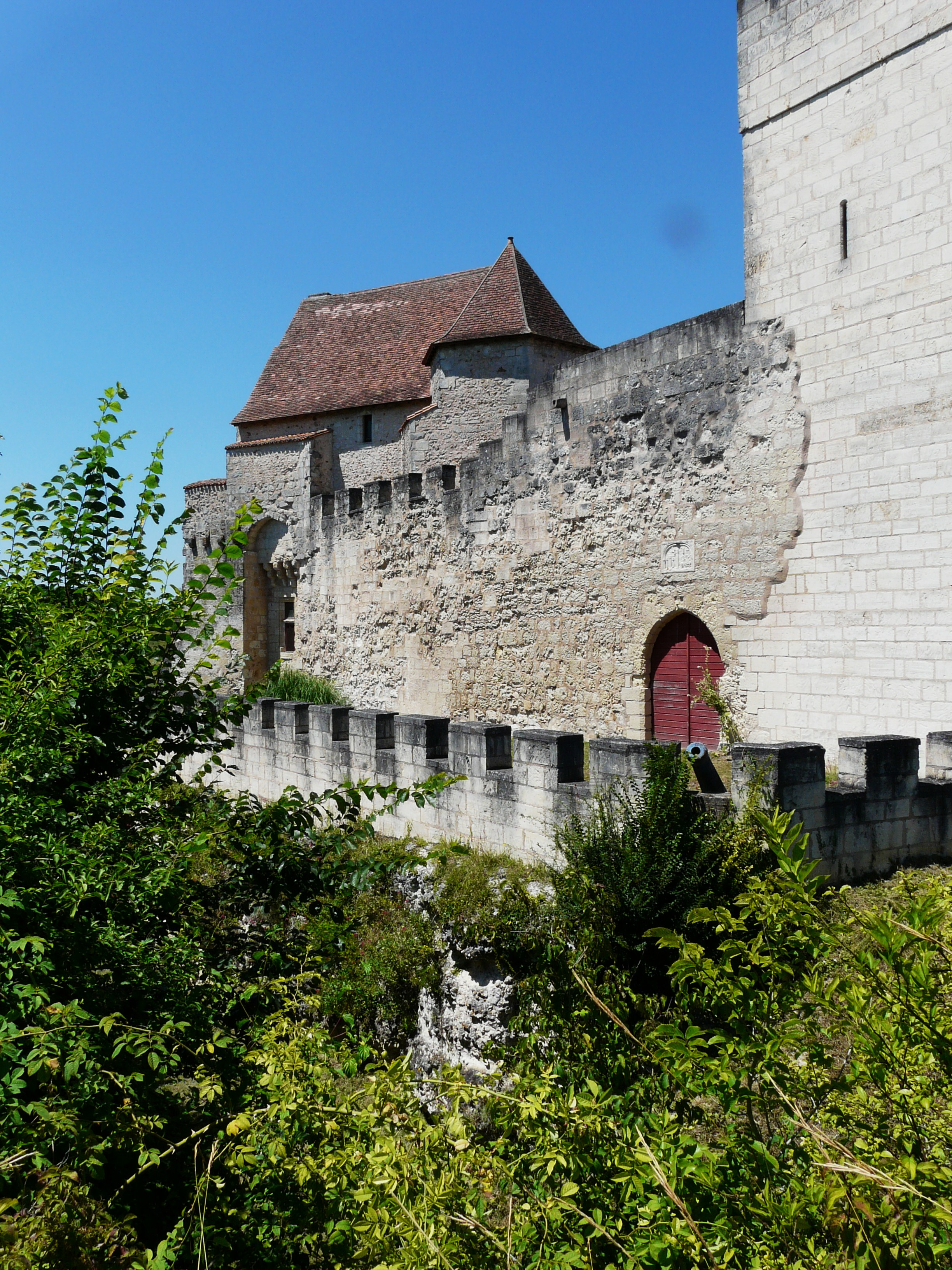
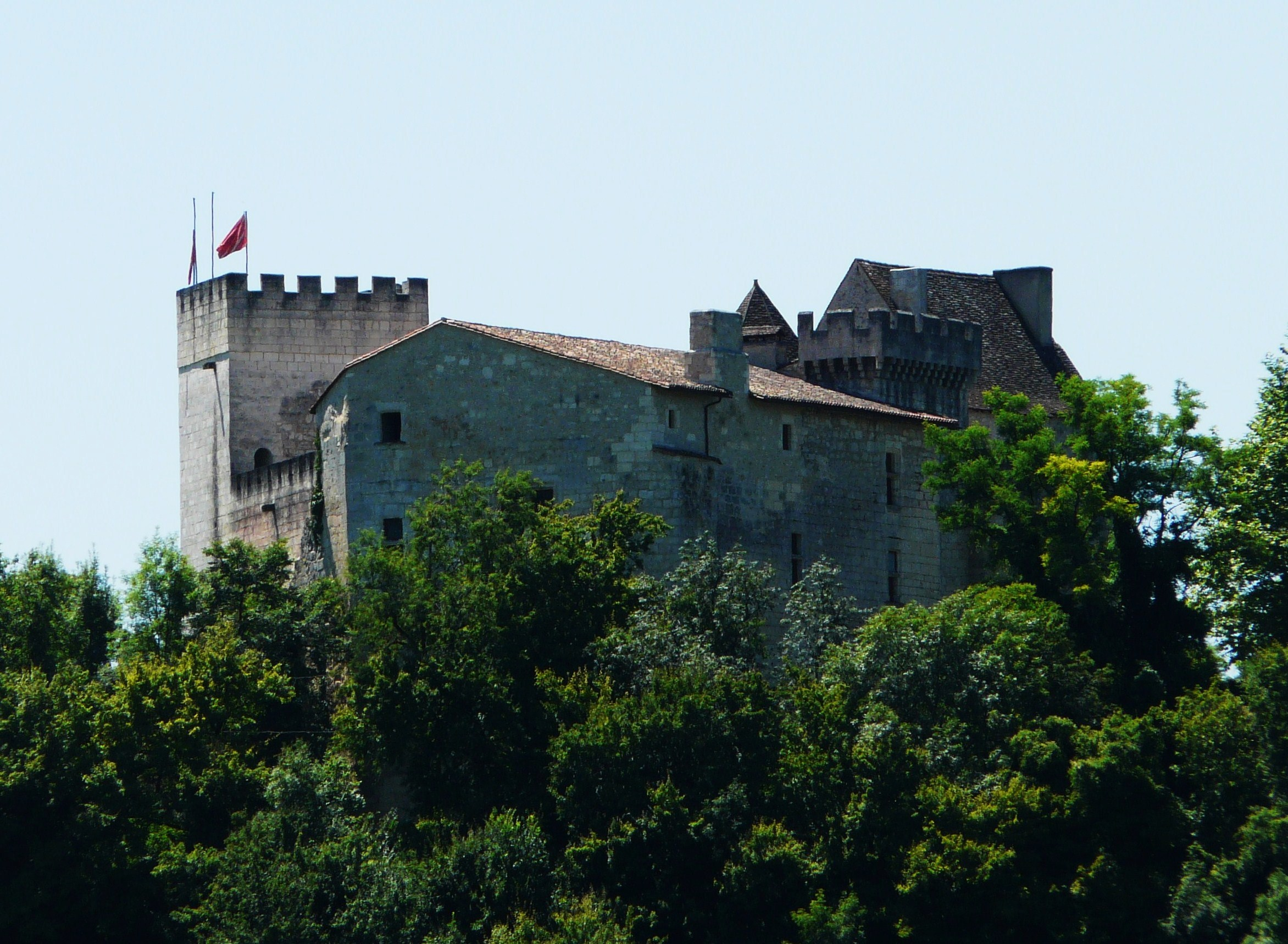

### Bulletins de la Société historique et archéologique du Périgord
- [PDF] A. Jouanel, « Le château de Grignols - Histoire et description », bulletin de la Société historique et archéologique du Périgord, 1933, p. 212-222.

1. 1 2  p. 214
2. 1 2  p. 213
3. ↑  p. 216
4. ↑  p. 219

- [PDF] A. Jouanel, « Le château de Grignols (Suite) », bulletin de la Société historique et archéologique du Périgord, 1933, p. 258-274.

1. 1 2  p. 265
2. ↑  p. 266
3. ↑  p. 268
4. ↑  p. 269-270
5. ↑  p. 272-273
6. ↑  p. 273
7. ↑  p. 274

- [PDF] A. Jouanel, « Le château de Grignols (Suite) », bulletin de la Société historique et archéologique du Périgord, 1933, p. 327-336.

1. ↑  p. 327-328
2. ↑  Plan, p. 326
3. ↑  p. 328-329
4. ↑  p. 329-330
5. ↑  Plan de G. Arzac en 1932, p. 332
6. ↑  p. 331

- [PDF] A. Jouanel, « Le château de Grignols (Suite) », bulletin de la Société historique et archéologique du Périgord, 1934, p. 62-70.

1. ↑  p. 62-63

### Autres références
1. 1 2  Guy Penaud, Dictionnaire des châteaux du Périgord, éditions Sud Ouest, 1996,  (ISBN 2-87901-221-X), p. 78-79.
2. 1 2 3  Jean-Luc Aubarbier, Michel Binet, Guy Mandon, Nouveau guide du Périgord-Quercy, Ouest-France, 1987,  (ISBN 2-85882-842-3), p. 286-287.
3. 1 2 3 4  Guy Penaud, Dictionnaire des châteaux du Périgord, éditions Sud Ouest, 1996,  (ISBN 2-87901-221-X), p. 136.
4. ↑  Bernard Fournioux, « Les chevaliers périgordins et leur assise territoriale aux XIIIe – XIVe siècles », Archéologie médiévale, tome 18, 1988, p. 261 n.
5. ↑  Vicomte de Gourgues, Dictionnaire typographique du département de la Dordogne (A-K), 1873, sur guyenne.fr, consulté le 7 septembre 2016.
6. ↑  « André Jouanel le sauveur de Grignols! », sur Centerblog, 29 avril 2013 (consulté le 6 août 2021)
7. ↑  « Château (restes) », notice no PA00082571, sur la plateforme ouverte du patrimoine, base Mérimée, ministère français de la Culture, consultée le 7 septembre 2016.